# Memoriał Mariana Rosego 1991
Memoriał Mariana Rosego 1991 – 18. edycja turnieju żużlowego, który miał na celu upamiętnienie polskiego żużlowca Mariana Rosego, który zginął tragicznie w 1970 roku, odbyła się 13 lipca 1991 roku w Toruniu. Turniej wygrał Piotr Świst.

## Wyniki
- Toruń, 13 lipca 1991
- NCD: Ryszard Dołomisiewicz – 64,11 w wyścigu 5
- Sędzia: Roman Cheładze

| Msc. | Zawodnik              | Klub         | Pkt  |             |  |
| ---- | --------------------- | ------------ | ---- | ----------- |  |
| 1    | Piotr Świst           | Gorzów Wlkp. | 14   | (3,3,3,2,3) |  |
| 2    | Ryszard Dołomisiewicz | Bydgoszcz    | 13   | (3,3,2,2,3) |  |
| 3    | Piotr Pawlicki        | Leszno       | 11+3 | (3,2,2,3,1) |  |
| 4    | Christer Rohlén       | Szwecja      | 11+2 | (1,1,3,3,3) |  |
| 5    | Robert Sawina         | Toruń        | 9    | (2,0,3,1,3) |  |
| 6    | Zenon Kasprzak        | Leszno       | 9    | (1,0,3,3,2) |  |
| 7    | Krzysztof Kuczwalski  | Toruń        | 9    | (0,2,2,3,2) |  |
| 8    | Ryszard Franczyszyn   | Gorzów Wlkp. | 9    | (3,2,1,2,1) |  |
| 9    | Jacek Gomólski        | Gniezno      | 7    | (d,3,0,2,2) |  |
| 10   | Mirosław Kowalik      | Toruń        | 7    | (2,3,1,1,d) |  |
| 11   | Tomasz Gollob         | Bydgoszcz    | 6    | (2,1,2,d,1) |  |
| 12   | Tomasz Fajfer         | Gniezno      | 6    | (2,1,0,1,2) |  |
| 13   | Göran Flood           | Szwecja      | 3    | (1,2,d,0)   |  |
| 14   | Tommy Lindgren        | Szwecja      | 3    | (0,1,1,1,0) |  |
| 15   | Sławomir Derdziński   | Toruń        | 1    | (1,0,0,0)   |  |
| 16   | Jacek Krzyżaniak      | Toruń        | 1    | (d,u,1,d,d) |  |
|      | rez. Tomasz Zieliński | Toruń        |      | (1)         |  |
|      | rez. Waldemar Walczak | Toruń        |      | (0)         |  |

Bieg po biegu
1. [65,91] Dołomisiewicz, Gollob, Flood, Kuczwalski
2. [65,94] Pawlicki, Fajfer, Derdziński, Krzyżaniak (d)
3. [64,88] Świst, Sawina, Kasprzak, Lindgren
4. [66,??] Franczyszyn, Kowalik, Rohlén, Gomólski (d)
5. [64,11] Dołomisiewicz, Pawlicki, Rohlén, Sawina
6. [64,69] Kowalik, Flood, Lindgren, Krzyżaniak (u)
7. [65,49] Świst, Franczyszyn, Gollob, Derdziński
8. [66,13] Gomólski, Kuczwalski, Fajfer, Kasprzak
9. [64,42] Świst, Dołomisiewicz, Krzyżaniak, Gomólski
10. [66,34] Kasprzak, Pawlicki, Franczyszyn, Flood (d)
11. [65,35] Sawina, Gollob, Kowalik, Fajfer
12. [66,21] Rohlén, Kuczwalski, Lindgren, Derdziński
13. [65,61] Kasprzak, Dołomisiewicz, Kowalik, Derdziński
14. [65,93] Rohlén, Świst, Fajfer, Flood
15. [65,42] Pawlicki, Gomólski, Lindgren, Gollob (d)
16. [66,12] Kuczwalski, Franczyszyn, Sawina, Krzyżaniak (d)
17. [65,58] Dołomisiewicz, Fajfer, Franczyszyn, Lindgren
18. [66,83] Sawina, Gomólski, Zieliński, Walczak
19. [65,73] Rohlén, Kasprzak, Gollob, Krzyżaniak (d)
20. [66,20] Świst, Kuczwalski, Pawlicki, Kowalik (d)

### Bieg dodatkowy o 3. miejsce
1. [65,87] Pawlicki, Rohlén